# Mario Bustos
Mario Bustos (Mario Nazareno Álvarez, * 21. März 1924 in Buenos Aires; † 2. Januar 1980) war ein argentinischer Tangosänger.

## Leben und Wirken
Bustos begann seine musikalische Laufbahn mit dem Gitarristen José Canet. 1948 wurde er als Nachfolger von Oscar Larroca und neben Enzo Valentino und Hugo Rocca Sänger in Domingo Federicos Orchester und debütierte bei Radio Splendid. Mit Justo el 31 entstand 1949 seine erste Aufnahme. Nach anderthalb Jahren wechselte er zu Eduardo Del Piano, der ihn neben Héctor De Rosas engagierte. Die Zusammenarbeit währte bis 1954. Zu den wenigen Aufnahmen aus dieser Zeit zählt der Tango Margot (von José Ricardo und Carlos Gardel, Text von Celedonio Flores). Erfolgreich war er mit dem Tango Tiburón von Julio Pollero und Luis D'Abbraccio (Text von Enrique Dizeo). Während seiner Zusammenarbeit mit Domingo Federico stellte sich heraus, dass Bustos Probleme mit seinen Stimmbändern hatte. Er zog sich daraufhin vom Musikgeschäft zurück und arbeitete im Redaktionsbüro der Zeitschrift La Prensa.
Nach einer Operation gelang ihm das Comeback im El Palacio del Baile, begleitet von einem von Osvaldo Piro geleiteten Orchester und dem Pianisten Oscar Palermo. Nach einigen Monaten schloss er sich dem Orchester Juan D’Arienzos als Duopartner von Jorge Valdez an, mit dem er im Marabú debütierte und mehrere Aufnahmen einspielte. Nach der Trennung von D’Arienzo begann Bustos seine Laufbahn als Solist. Begleitet wurde er u. a. vom Trio Carlos Galvans, von Jorge Dragone, Julio Pane, Osvaldo Requena, Armando Lacava und Enrique Ferri. 1966 unternahm er mit Florindo Sassone eine Japantournee.
1978 organisierte sein Bruder Nenín zu seinem dreißigjährigen Bühnenjubiläum ein Showprogramm im Marabú, das so erfolgreich war, dass es mehrere Monate jeden Sonntag wiederholt wurde. Ein für den 30. Dezember 1979 geplanter Auftritt mit seinem ehemaligen Gesangspartner Valdez kam nicht mehr zustande, da Bustos einen Herzinfarkt erlitt, an dem er am 2. Januar 1980 starb.